# 제11항공함대
제11항공함대(第十一航空艦隊 다이쥬이치코쿠칸타이[*], 11th Air Fleet)는 일본 제국 해군의 항공함대이다. 군대 부호는 11AF.

## 역사

### 중일 전쟁
1941년 4월 10일, 해군성은 가노야 해군기지에서 제1항공대(옛 제21항공전대), 다카오 해군기지에서 제23항공대(옛 제23항공전대)를 편성하여 제11항공함대의 전력을 증강하였다. 제22항공전대는 지나방면함대로 전속하였다. 5월, 충칭에 대한 공습을 강화하고, 육군 항공대와의 합동작전인 102호 작전을 수행하였다.

### 태평양 전쟁
1941년 12월부터 태평양 전쟁이 시작하자, 필리핀, 말레이, 자바 해전에 참전하여 항공전을 하였다. 이듬해 1942년 12월 24일에 남동방면함대이 창설되자, 사령장관인 구사카 진이치 중장이 남동방면함대 사령장관에 겸임하였다. 그리고 제11항공함대는 남동방면함대 휘하로 전속하였다.
솔로몬 제도 전역에서 패배하고, 트럭섬에서 철수한 후에는 재해권과 재공권을 모두 잃었고, 본토와 라바울에서의 보급선이 끊겨 항복할 때까지 어떠한 작전도 하지 못한채 자급자족하였다.
라바울에서 주둔하던 중, 9월 6일에 오스트레일리아 국방군에게 항복하였다.

## 조직

### 지휘부
| 계급 | 성명            | 취임일           | 이임일         | 겸임 |
| ---- | --------------- | ---------------- | -------------- | ---- |
| 중장 | 가타기리 이키치 | 1944년 1월 15일  |                |      |
| 중장 | 스카하라 니시조 | 1941년 9월 10일  |                |      |
| 중장 | 구사카 진이치   | 1942년 10월 24일 | 1945년 9월 6일 |      |

| 계급 | 성명                | 취임일           | 이임일 | 겸임 |
| ---- | ------------------- | ---------------- | ------ | ---- |
| 소장 | 오니시 다키지로     | 1941년 1월 15일  |        |      |
| 소장 | 사카마키 무네타카   | 1942년 2월 10일  |        |      |
| 소장 | 나카하라 요시마사   | 1942년 12월 24일 |        |      |
| 소장 | 구사카 류노스케     | 1943년 11월 29일 |        |      |
| 소장 | 도미오카 사다토시   | 1944년 4월 6일   |        |      |
| 소장 | 이리후네 나오사부로 | 1944년 11월 7일  |        |      |

### 전투 서열
- 1941년 12월 10일, 태평양 전쟁 시작
- 1942년 7월 14일, 미드웨이 해전 이후
- 1944년 4월 1일, 전시편제제도 개정 이후
- 1944년 8월 15일, 마리아나 해전 이후
- 1945년 6월 1일, 말기

#### 1941년 1월 15일
- 제21항공전대
  - 다카오 해군항공대
  - 가노야 해군항공대
  - 도코 해군항공대
  - 가쓰라기마루
  - 고마키마루
- 제22항공전대
  - 비호 해군항공대
  - 원산 해군항공대
  - 후지카와마루
- 제24항공전대
  - 지토세 해군항공대
  - 요코하마 해군항공대
  - 가모이
  - 고슈마루
- 직속
  - 미네카제, 오키카제

#### 1941년 4월 10일
- 제21항공전대
  - 가노야 해군항공대
  - 도코 해군항공대
  - 제1항공대
  - 가쓰라기마루
- 제22항공전대
  - 비호 해군항공대
  - 원산 해군항공대
  - 후지카와마루
  - 후지카와마루
- 제23항공전대
  - 다카오 해군항공대
  - 제3항공대
  - 고마키마루
- 제24항공전대
  - 지토세 해군항공대
  - 요코하마 해군항공대
  - 카모이
  - 고슈마루
- 직속: 미네카제, 오키카제

#### 1942년 12월 24일
- 제22항공전대
- 제24항공전대
- 제25항공전대
- 제26항공전대
- 아쓰기 해군항공대
- 도요하시 해군항공대
- 제802해군항공대
- 아키쓰시마
- 제34구축대: 아키카제, 다치카제
- 특설항공모함: 리온마루, 게이요마루, 나고야마루, 고슈마루, 모가미가와마루, 후지카와마루

#### 1944년 1월 1일
- 제25항공전대
- 제26항공전대
- 제151해군항공대
- 아키쓰시마
- 제34구축대: 아키카제, 다치카제

## 참전
- 중일 전쟁
- 태평양 전쟁
  - 인도차이나 침공
  - 과달카날 전투
  - 포르모사 공중전
  - 필리핀해 해전
  - 말레이 해전
  - 자바 해전
  - 레이테만 전투
  - 루손 전투

## 참고

### 인용
1. ↑  戦史叢書91 1975, 002a쪽.
2. ↑  戦史叢書79 1975, 269-270쪽.
3. ↑  戦史叢書79 1975, 271-272쪽.
4. ↑  戦史叢書79 1975, 272a-276쪽.
5. ↑  戦史叢書79 1975, 275a쪽.
6. 1 2  戦史叢書91 1975, 002b쪽.

### 자료
- 防衛庁防衛研修所戦史室 (1969). 《比島・マレー方面海軍進攻作戦》. 戦史叢書 (일본어) 24. 朝雲新聞社. ASIN: B000J9H8DO.
- 防衛庁防衛研修所戦史室 (1975년 1월). 《中國方面海軍作戦＜2＞》. 戦史叢書 (일본어) 79. 朝雲新聞社.
- 防衛庁防衛研修所戦史室 (1975년 12월). 《大本營海軍部・聯合艦隊＜1＞》 (일본어) 91. 朝雲新聞社.